# Drew Nelson
Drew Nelson (Etobicoke, 11 agosto 1979) è un attore e doppiatore canadese.

## Carriera
È conosciuto principalmente per aver doppiato il personaggio di Duncan nella saga di A tutto reality.
Nel 2016 ha avuto un ruolo ricorrente nella serie horror The Strain.

## Filmografia

### Televisione
- Degrassi: The Next Generation - serie TV, episodio 4x02 (2004)
- Smallville - serie TV, episodio 8x02 (2008)
- Supernatural - serie TV, episodio 4x09 (2008)
- Fringe - serie TV, episodio 2x05 (2009)
- Rookie Blue - serie TV, episodio 2x10 (2011)
- Suits - serie TV, episodio 3x05 (2013)
- The Strain - serie TV, 6 episodi (2014)
- The Listener - serie TV, episodio 5x11 (2014)
- CSI: Cyber - serie TV, episodio 2x03 (2015)
- People of Earth - serie TV, 12 episodi (2016-2017)
- The Girlfriend Experience - serie TV, 8 episodi (2016-2017)
- When Hope Calls - serie TV, 3 episodi (2019)
- Mayor of Kingstown - serie TV, episodio 1x09 (2022)
- Hudson & Rex - serie TV, episodio 4x15 (2022)
- Cinque giorni al Memorial (Five Days at the Memorial) - serie TV, episodio 1x07 (2022)
- Reacher - serie TV, episodio 3x06 (2025)

### Doppiaggio
- Girlstuff/Boystuff - serie animata, 36 episodi (2002-2006) - voce di Jason
- A tutto reality - L'isola (Total Drama Island) - serie animata, 71 episodi (2007-2013) - voce di Duncan
- A tutto reality - Azione! (Total Drama Action) - serie animata, 26 episodi (2009-2010) - voce di Duncan
- A tutto reality - Il tour (Total Drama World Tour) - serie animata, 26 episodi (2011) - voce di Duncan
- A tutto reality - All-Stars (Total Drama All Stars) – serie animata, 8 episodi (2013) - voce di Duncan
- A tutto reality: le origini (Total DramaRama) - serie animata, 58 episodi (2018-2022) - voce di Duncan

## Doppiatori italiani
Nelle versioni in italiano dei suoi lavori, Drew Nelson è stato doppiato da:
- Giuliano Bonetto in Supernatural, The Girlfriend Experience (st. 2)
- Daniele Valenti in Fringe
- Fabrizio Picconi in The Strain
- Stefano Macchi in Reacher

Da doppiatore è stato sostituito da:
- Christian Iansante in A tutto reality: l'isola, A tutto reality: azione!, A tutto reality: il tour, A tutto reality: All Stars, A tutto reality: le origini